# Purple Mountain
Purple Mountain är ett berg i republiken Irland.   Det ligger i grevskapet Ciarraí och provinsen Munster, i den sydvästra delen av landet, 270 km sydväst om huvudstaden Dublin. Toppen på Purple Mountain är 832 meter över havet, eller 592 meter över den omgivande terrängen. Bredden vid basen är 5,5 km.
Terrängen runt Purple Mountain är huvudsakligen kuperad.Runt Purple Mountain är det ganska glesbefolkat, med 25 invånare per kvadratkilometer. Närmaste större samhälle är Killarney, 8,8 km nordost om Purple Mountain. Trakten runt Purple Mountain består i huvudsak av gräsmarker.